# セブンスター

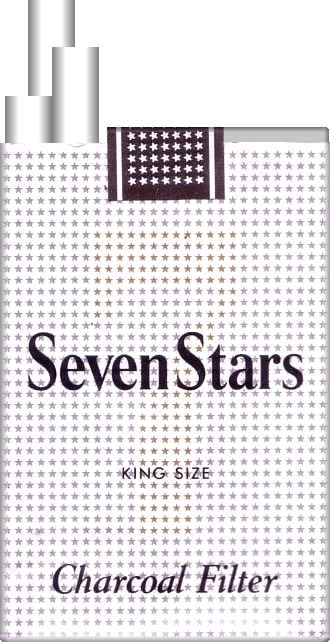
セブンスター（ソフトパック。警告文が表記される以前のパッケージ）

セブンスター（Seven Stars、一部ボックスはSEVEN STARS表記）は、日本たばこ産業（JT）から製造・販売されている日本を代表するたばこ銘柄の一つで、JTの主力銘柄のひとつ。

## 来歴
1969年（昭和44年）2月1日、日本で初めてチャコールフィルターを採用したたばことして発売された。国産の葉タバコを中心としたドメスティックブレンドと呼ばれる日本独自の製品で、現在でもJTの全銘柄の中で販売実績上位に必ず入っている人気銘柄。オリジナルのソフトパックは、1975年から1977年まで売り上げ第1位を記録し、その後は派生商品のマイルドセブン（現：メビウス）のオリジナル・ライト・スーパーライトに次ぐ売り上げとなっていたが、2008年度第1四半期（4月 - 6月）に売り上げ第1位に返り咲き、2016年現在でもその座を守り続けている。愛称は「セッタ」、「セスタ」、「セッター」、「ブンタ」、「七つ星」など。メンソールは「セタメン」など。これまでに巻紙やチップペーパーのデザインと長さの変更は何度か行われたが、星小紋のパッケージの目立ったデザイン変更は発売当初から行われていない（1993年にキングサイズに変更された際および1999年にボックス製品の“Seven Stars”のロゴに若干の変更が加えられた）。21世紀に入ってからは、低タール製品・メンソール製品などの発売が行われている。2009年（平成21年）8月3日発売の「セブンスター・ブラック・チャコールメンソール・ボックス」（2011年2月下旬にセブンスター・ソリッド・メンソール・ボックスにリニューアル）では、活性炭を特殊な膜で覆い、メンソールの吸着を防いだ「アドバンスド・チャコールテック・フィルター」を採用することで、日本で初めてメンソールたばこにチャコールフィルターを採用した商品として発売された。しかし、2014年4月14日に「セブンスター・メンソール・8・ボックス」に再リニューアルされた際にプレーンフィルターに変更されている。
なお、2010年10月1日のたばこ税増税、および2014年4月1日の消費税増税、2018年10月1日のたばこ税増税、2019年10月1日の消費税増税のため、全てのセブンスターシリーズはそれぞれ一律440円、460円、500円、510円に値上げされた。
2012年3月中旬頃にオリジナル2種、ミディアム、ライトのパッケージの背景の星小紋の色（金/銀）に高輝度インクを使用し、封かん紙の星小紋の色を白から銀に変更し、オープニングテープの銀色の輝きを高め艶を出す変更を行った。2014年4月中旬にはメンソール3種を完熟葉をブレンドした3銘柄にリニューアルし、6月中旬にはミディアムとライトを10と7にリニューアルし、7月上旬に10mg/7mg/4mg/1mgのソフトパックを発売した。しかしカッティングメンソール以外の全商品の基本デザインをオリジナルと統一したものの、レギュラーは封緘紙と7の部分の色で、メンソールは背景の緑色の濃さで識別していたが、遠目にはわかりづらかったことから、2015年6月中旬よりレギュラーは10mgと7mgは銀色地で、4mgと1mgは黒色地で金色と銀色の封緘紙に変更し、メンソールは背景色をよりはっきりした色合いに変更し、タール値表記もより目立つように表示している。
2022年8月上旬、セブンスター10ボックスが主原料である黄色種の配合を増やした事でリニューアルされ、味、香りが向上した。
国外では、台湾で10mgソフトパックと7mgボックスが、香港でオリジナルボックスと10mgボックスが、大韓民国で7mgボックスと5mgボックスとオリジナルボックスが販売されているほか、アジアを中心とした空港の免税店でオリジナルとゴールド（10mg）のボックスが販売されている。

## 宣伝活動
1990年代中頃から2000年代前半にかけて、オリジナルシリーズに豊川悦司、カスタムライト（現在のミディアム）に杉本哲太、メンソールシリーズに照英を起用していた時期があった。2007年から2011年には、「セブンスターと響きあう男たち」と題して、BOOM BOOM SATELLITES、CHAKI（THE LOWBROWS）、大野雅央（ripvanwinkle）がWeb上や雑誌広告などで起用されていた。セブンスターのキャッチフレーズは「消せない男（1996年）」「SILENT SMOKE（1998年 - 2001年）」「セブンスターの男（2003年）」「静かに、高ぶる。（2007年 - 2011年）」、メンソールシリーズは「味わえるメンソール」「ゆるぎない、強メンソール。」である。2002年のカスタムライトとメンソールライトのデザイン変更時のキャッチフレーズは、カスタムライトが「ALL NEW」、メンソールライトが「BOX NEW」であった。ブラック・チャコールメンソールの発売時のキャッチフレーズは、「日本唯一。鋭さ極めた、チャコールメンソール。」、廃止商品のキャッチコピーはブラック・インパクトが「冴えるキレ味、うまさ際立つブラック。」、ライト・メンソールが「突き刺さる、強メンソール。」、ソリッドが「冴えるキレ味。ソリッドテイスト。」、ディープ・メンソールが「深く鋭く。ディープ・メンソール。」、ソリッド・メンソールが「鋭さ際立つ。ソリッド・メンソール。」、アラスカ・メンソールが「過激な冷たさ。アラスカ・メンソール。」、スナップボックスが「PLAY! SNAP」であった。
現在販売されている商品・過去に販売されていた商品のそれぞれのキャッチフレーズは、オリジナルが「ただひとつ、確かな味わい。」、ミディアムが「ゆずれない、うまさ。」、ライトが「研ぎ澄まされた、うまさ。」、リアルリッチが「極めたのは、芳醇。」、リアルスモークが「極めたのは、濃厚。」、メンソールシリーズが「メンソールに、完熟葉の旨みを。」、カッティング・メンソールが「極細。メンソール、一点集中。」である。

## モータースポーツ
鈴鹿8時間耐久ロードレース等の耐久レースの本田技研工業のワークスチームで「セブンスターホンダ」として、2003年から2006年まで2台体制で参戦しており、翌年の鈴鹿8耐で7号車（ライダー：宇川徹・井筒仁康）が総合優勝を果たし、2005年は7号車（ライダー：宇川徹・清成龍一）が総合優勝、11号車（ライダー：藤原克昭・クリス・バーミューレン）が2位となり1-2フィニッシュとなった。また、8耐期間中の鈴鹿サーキットにおいてSeven Stars Honda限定パッケージのセブンスターが販売された。